# سيد حامد النساج
سيد حامد النساج (1936 - 1996)، هو كاتب وناقد أدبي مصري واستاذ الأدب العربي وعميد كلية التربية الأسبق بجامعة حلوان.

## نشأته
ولد في إحدى قرى محافظة القليوبية عام 1936، وتوفي عام 1996. قدم للمكتبة العربية 42 مؤلفا وتُرجمت أعماله إلى الإنجليزية والإسبانية، كما شارك في اغلب المؤتمرات الأدبية في مصر والعالم العربي، ودارات أهم دراساته حول المدرسة البنيوية في النقد الحديث، ونشرت بحوثه جريدة «لو فيغارو» الفرنسية.

## من مؤلفاته
قدم للمكتبة العربية 42 مؤلفا من أهمها:
- تطور فن القصة القصيرة في مصر
- دليل القصة المصرية القصيرة
- الأدب العربي المعاصر في المغرب الأقصى

وله سبعة بحوث في أدب كل من الادباء نجيب محفوظ، وإدوارد الخراط، مجيد طوبيا، ويوسف إدريس.
وتُرجمت أعماله إلى الإنجليزية والإسبانية، ودارات أهم دراساته حول المدرسة البنيوية في النقد الحديث، ونشرت بحوثه جريدة الفيجارو الفرنسية.

## وصلات خارجية
- كُتب الكاتب سيد حامد النساج
- صفحته على موقع كودريدرز للكتب.